# Черняховка (Кировоградская область)
Черняхо́вка (укр. Черняхівка) — село в Соколовской сельской общине Кропивницкого района Кировоградской области Украины.
Население по переписи 2001 года составляло 684 человека. Почтовый индекс — 27641. Телефонный код — 522. Код КОАТУУ — 3522587205.